# Valentín Paredes
Valentín Paredes (n. Manchita, Badajoz; 13 de noviembre de 1955) es un actor español.

## Biografía
Se instala en Madrid, junto a su familia siendo todavía un niño. En la capital, tras estudiar tres años de Arte Dramático, debuta en el teatro en 1978. A partir de ese momento ha desarrollado su carrera fundamentalmente sobre los escenarios madrileños, aunque también ha hecho incursiones en cine y televisión.
En teatro acompañó a José Sazatornil en la comedia !Que campanada¡ (1979). Otras obras que contaron con su presencia fueron Juan José (1980), de Joaquín Dicenta, junto a Daniel Dicenta, El público (1987), de Federico García Lorca, El cianuro... ¿solo o con leche? (1993), de Juan José Alonso Millán, Amor a medias (1999), de Alan Ayckbourn y Zona de choque (2006).
En la gran pantalla debutó con La familia, bien gracias (1979), de Pedro Masó, continuación de la saga protagonizada por Alberto Closas y José Luis López Vázquez. Con posterioridad ha intervenido en una treintena de películas, entre las que se incluyen títulos como El pico 2 (1984), de Eloy de la Iglesia; La vaquilla (1985), de Luis García Berlanga; Extramuros de Miguel Picazo (1985); La mitad del cielo (1986), de Manuel Gutiérrez Aragón; La noche de la ira (1986), de Javier Elorrieta; El beso del sueño (1992), de Rafael Moreno Alba; El Florido pensil (2002) de Juan José Porto, Tiovivo c. 1950 (2004), de José Luis Garci, Re-emigrantes; adiós Madrid que te quedas sin gente (2015), de Óscar Parra de Carrizosa, Garantía personal (2016), de Rodrigo Rivas , Gina (2018), de José Durán, Nos veremos en el Infierno (2013), Fascinante película, de Martín Garrido Barón ,  Muerta en la bañera de Juan Dresán y A través del espejo (2018), de Freddy Novillo
Finalmente para televisión formó parte del reparto de Proceso a Mariana Pineda (1984), con Pepa Flores y Hostal Royal Manzanares (1996-1997), con Lina Morgan, además de intervenir en episodios de otras series como Verano azul (1981), Las pícaras (1983), ¡Ay Señor, Señor! (1994), Señor Alcalde (1998) o Aquí no hay quien viva (2006).
En 2021 representó al rey de Atenas en el montaje Las Suplicantes en el  Festival Internacional de Teatro Clásico de Mérida,  una versión de Silvia Zarco y bajo la dirección de Eva Romero. En esta obra comparte protagonismo con María Garralón.
En 2025 rueda el biopic religioso Gemma Galgani que coprotagoniza junto a la actriz Laura Lebó.